# Лазар Палчев
Лазар (Лазо) Янакиев Палчев (на английски: Lazar Palcheff) е български революционер, деец на Вътрешната македоно-одринска революционна организация, емигрантски общественик, деец на Македонската патриотична организация в САЩ.

## Биография
Лазар Палчев е роден в 1876 година в костурското село Косинец, тогава в Османската империя. Брат е на Димитър Палчев. Влиза във ВМОРО, посветен от войводата Петров от Добруджа. Палчев участва дейно в организацията на Илинденско-Преображенското въстание. В 1901 година селската чета, в която Палчев е десетник, се притичва на помощ на Лазар Москов, чиято чета е заградена във Вишени, но закъснява и Москов е убит. Баща му Янаки Палчев, след убийството на жандармерийския чаушин Зюлфу в кулите при Бей бунар в 1902 година, е арестуван и изтезаван заедно с кмета на Косинец Димитър Кенков. На 28 март 1903 година четата от Косинец, в която е и Лазар Палчев, заминава на помощ на Борис Сарафов, който с четата си е обграден в Смърдеш. Четата с Палчев успява да изненада в тила турския аскер и да му отвлече вниманието, което дава възможност на Сарафов да се изтегли с четата си. Палчев взема голямо участие в първото голямо сражение при Локвата и Виняри от 31 май 1903 година, когато е под войводството на Васил Чекаларов. В боя загиват около 13 четници и около 200 турци.
Взима участие в около 11 големи сражения в Илинденско-Преображенското въстание през лятото на 1903 година. Палчев е знаменосец на Косинското знаме, на така наречения Дъмбенски център. По време на въстанието заминава за Лерин заедно с Лазар Поптрайков. Съратник на Лазар Поптрайков и Васил Чекаларов, той е един от последните останали да се сражават при Писодерската кула. Лазар Палчев влиза в наказателната чета с войвода Никола Кузинчев, в която е назначен за старши. Четата се разтурва в Мариовско и Лазар Палчев става старши на Загорицката чета.
След края на въстанието Палчев заминава за Гърция, където е арестуван и малтретиран, а след това изпратен за България. В Свободна България живее около две години. След това в 1905 година емигрира в САЩ и се установява в Мадисън, Илинойс. Той е сред основателите е на Македонската патриотична организация „Бащин край“. Палчев често е избиран за делегат на конгресите на МПО.
В САЩ е собственик на бакалница, месарница и хлебарница в Мадисън, Илинойс. Умира в 1960 година в Гранит Сити.
Оставя спомени, публикувани в „Македонска трибуна“.